# Гюсеїн Тюркмен
Гюсеїн Тюркмен (тур. Hüseyin Türkmen, нар. 1 січня 1998, Акчаабат, Туреччина) — турецький футболіст, центральний захисник клубу «Трабзонспор» та молодіжної збірної Туреччини.

## Ігрова кар'єра

### Збірна
Гюсеїн Тюркмен починав грати у футбол у клубах аматорського рівня. У 2014 році він приєднався до футбольної школи клубу «Трабзонспор». У 2017 році Тюркмен підписав з клубом перший професійний контракт. У травні 2018 року Тюркмен зіграв свою першу гру на професійному рівні. За час виступів у клубі футболіст вигравав національний Кубок та Суперкубок, а також ставав чемпіоном Туреччини.
З 2019 року Гюсеїн Тюркмен виступав у складі молодіжної збірної Туреччини.

## Титули
Трабзонспор
 Чемпіон Туреччини: 2021/22
 Переможець Кубка Туреччини: 2019/20
 Переможець Суперкубка Туреччини (2): 2020, 2022